# سورانی
سورانی (سۆرانی، Soranî) یا کردی میانی (کوردیی ناوه‌ندی) یکی از گویش های زبان کردی است.
سورانی در بخش میانی مناطق کردنشین ایران و همچنین در کردستان عراق صحبت می‌شود. شهرهای اصلی گویشوران سورانی عبارتند از بوکان، سقز، پیرانشهر، بانه، اُشنَویه، سردشت،در ایران، و سلیمانیه، اربیل، کرکوک، حلبجه، سوران، رانیه، کویسنجق در عراق.
اتنولوگ شمار گویشوران سورانی را در سال ۲۰۰۴ میلادی جمعاً ۳٬۰۱۲٬۰۰۰ نفر برآورد می‌کند.
لهجه‌های سورانی شامل: سقزی و مکریانی است.
جمعیت گویشوران سورانی عراق ۲٫۸ میلیون نفر (۱۰٫۶ درصد جمعیت عراق) و جمعیت گویشوران بادینی (کرمانجی) عراق ۲٫۲ میلیون نفر (۸٫۴ درصد جمعیت عراق) است.
در عراق، لهجهٔ سلیمانی از گویش سورانی (که در سلیمانیه متداول بود) در زمان سلطهٔ انگلیس‌ها (۱۹۳۲–۱۹۱۸) و در ایران لهجهٔ مکری در دورهٔ فعالیت حزب دموکرات کردستان (۴۶–۱۹۴۰) به‌عنوان معیار سورانی برگزیده شد. پیش از آن در سده‌های ۱۷ و ۱۸ میلادی زبان اورامانی به‌عنوان زبان نوشتار کردی به‌کار رفته‌بود.
گفته شده‌است که کردی از زبان مادها منشعب شده‌است، اما از زبان مادی تنها چند واژه باقی مانده‌است و نمی‌توان براساس آن چنین قضاوتی کرد.
در میان سورانی‌نویسان پافشاری بر دوری گزیدن از واژه‌های عربی، فارسی و ترکی که کردی تحت سلطهٔ این سه زبان قرار داشته نمایان است و اما این سخت‌گیری و سره‌گرایی سورانی نسبت به واژه‌های اروپایی وجود ندارد.
سورانی اصطلاح رایج این گویش در بین مردم است، و برخی از زبان شناسان از عبارت‌های «کردی میانی یا کردی مرکزی» و «کرمانجی میانی» (به کردی: کوردیی ناوه‌ندی، Kurdîya Nawendî) استفاده می‌کنند.

## تبارشناسی زبانی
- زبان‌های هندواروپایی
  - زبان‌های هندوایرانی
    - زبان‌های ایرانی
      - زبان‌های ایرانی غربی
        - زبان‌های ایرانی شمال غربی
          - زبان کردی
            - گویش کردی سورانی

زبان فارسی نیز از زبان‌های ایرانی غربی است ولی به دستهٔ جنوب غربی تعلق دارد.

## مناطق و لهجه‌ها
شهرهای اصلی گویشور کردی میانی عبارتند از:
1. استان آذربایجان غربی بخش (مکریان)
  - مهاباد، سردشت، بوکان، اشنویه، پیرانشهر، تکاب، شاهین‌دژ ، نقده و میاندوآب.
2. استان کردستان
  - سنندج، سقز، مریوان، کامیاران، دیواندره، بانه، دهگلان، بیجار، سروآباد و قروه.
3. استان کرمانشاه
  - جوانرود، روانسر، سنقر، پاوه و ثلاث باباجانی.
4. استان اربیل (اقلیم کردستان عراق)
  - اربیل، حاج عمران، چومان، سُوران، شقلاوه، کویسنجق، رواندوز و مخمور.
5. استان سلیمانیه (اقلیم کردستان عراق)
  - سلیمانیه، پیشدار، رانیه، دوکان، ماوت، شارباژر، چمچمال، قره‌داغ، دربندیخان، کلار، کفری و خانقین.
6. استان حلبچه (اقلیم کردستان عراق)
  - حلبچه، شهرزور، سیدصادق، پنجوین و سیروان.
7. استان کرکوک (اقلیم کردستان عراق)
  - کرکوک و طوز خورماتو.

گویش سورانی خود به چندین لهجه تقسیم می‌شود. لهجهٔ رایج در سنندج لهجهٔ اردلانی است که لهجهٔ مناطق مرزی کردستان سقزی است و لهجهٔ جنوب استان آذربایجان غربی مُکریانی نام دارد. در عراق نیز دو لهجهٔ اصلی سورانی اصلی (در اربیل، کرکوک، سلیمانیه و سقز) و سلیمانیه‌ای رایج است. همچنین لهجهٔ بوکانی که ترکیبی فصیح از کردی سورانی و مکریانی است زبان محاوره منطقهٔ بوکان و حومهٔ آن است. به‌طور کل اردلانی/سلیمانیه‌ای یک گروه و مکریانی/اربیلی نیز یک گروه دیگر را تشکیل می‌دهند.
گروه‌ها:
- گروه یکم:

1. لهجهٔ «اربیلی» در شهر اربیل اقلیم کردستان عراق و در حومهٔ آن و بخشی از شهر اشنویه ایران سخن گفته می‌شود. تمایز اصلی آن در تلفظ بعضی از واژگان همخوان که در آن «ل» به «ر» تغییر شکل می‌دهد. این لهجه رایج‌ترین لهجهٔ زبان کردی میانی است و توسط ۲٬۰۰۰٬۰۰۰ نفر از کردها تکلم می‌شود.
2. لهجهٔ «مُکریانی» زبان مورد استفاده در جنوب دریاچهٔ ارومیه با مرکز مهاباد، شامل شهرهای سردشت، ربط، بوکان، اشنویه، پیرانشهر ، نقده و میاندوآب است. این منطقه به‌طور سنتی به‌عنوان مُکریان شناخته شده‌است. لازم است ذکر شود که شهرهای تکاب و شاهین دژ هم جزعی از منطقه مکریان حساب و شناخته میشوند ، اما به لهجه اردلانی صحبت میکنند.
3. در لهجهٔ «بوکانی» که ترکیبی فصیح از بابانی و مُوکریانی است زبان محاورهٔ منطقهٔ بوکان و حومهٔ آن است.
4. در لهجهٔ «سقزی» که ترکیبی از اردلانی و تا حدودی موکریانی است و به‌صورت لهجه‌ای کاملاً متفاوت در سقز و بانه و تا حدودی دیواندره و تکاب و مریوان تکلم می‌شود.[۱۱]

- گروه دوم:

1. لهجهٔ «بابانی» در شهر سلیمانیه عراق و شهر بانه و مریوان ایران سخن گفته می‌شود. این منطقه با عنوان بابان شناخته شده‌است.
2. لهجهٔ «گرمیانی» در شهر کرکوک، خورماتو و شهرها و روستاهای نزدیک آن صحبت می‌شود. این منطقه با عنوان گرمیان شناخته شده‌است.
3. لهجهٔ «اردلانی» در شهرهای سنندج، کامیاران، دیواندره، قروه، دهگلان،بیجار در استان کردستان و شهرستان روانسر و سنقر در استان کرمانشاه و در شهرستانهای تکاب و شاهین‌دژ استان استان آذربایجان غربی تکلم می‌شود . این منطقه به‌عنوان اردلان شناخته شده‌است.[نیازمند منبع]
4. لهجهٔ «جافی» در شهرهای جوانرود، ثلاث باباجانی، حلبچه، و نزدیک به نیمی از پاوه ، سرپل‌ذهاب، بخش هایی از شهرستان سنقر و همچنین شهر کرمانشاه صحبت می‌شود.[۱۰][۱۲]
5. لهجهٔ «کلیایی» اصلی‌ترین مرکز تکلم آن شهرستان سنقر و کلیایی، در استان کرمانشاه است. این گویش همچنین در شرق شهرستان کامیاران، جنوب شهرستان قروه در استان کردستان و دهستان کلیایی در غرب شهرستان اسدآباد استان همدان نیز به کار می‌رود.

## مقایسه
| کُردی اردلانی | کُردی موکڕیانی | کُردی کەڵهوری    | کُردی لەکی        | فارسی            |        |
| ------------ | ------------- | --------------- | ---------------- | ---------------- | ------ |
| دایک         | دایک          | داڵگ/دایگ       | دا/داڵکە         | مادر             |        |
| توماتیز      | باینجان سوور  | تەماتە          | تەماتە           | گوجه فرنگی       |        |
| بۆچه         | بۆ/بۆچی       | ئەڕا            | ئەڕا             | برای             |        |
| ئێوە         | ئەنگۆ         | ئیوە            | هۆمە             | شما              |        |
| بوچک         | چکۆلە/چوکە    | بۊچگ            | گوجین/گوجەر      | کوچک             |        |
| لەتەک        | دەگەڵ/لەگەڵ   | وەگەرد/وەل      | ڤەگەرد/وەرد      | با               |        |
| کتێو         | کتێب          | کتاو            | کتاو             | کتاب             |        |
| بوو          | بوو           | بۊ/بی           | بۊ/بی            | بود              |        |
| وتم/گوتم     | کوتم          | وەتم            | ڤتم              | گفتم             |        |
| هەمه که      | هەموو         | گشت             | کول              | همه              |        |
| خەفتن        | نوستن/ خەوتن  | خەفتن           | هوەتن            | خوابیدن          |        |
| کەنیشک       | کیژ/کچ        | دۊەت/کنیشک      | دت               | دختر             |        |
| هه رگ/ هه ری | قوڕ/چڵپاو     | خەڕگ/چڵپاو      | هەڕێ/چڵپاو/مڕکاو | گِل               |        |
| گیانه ور     | گیانه له بر   | ئاژەڵ/گیان‌لەبەر | گیاندار          | گیاندار/گیانەوەر | جاندار |
| هه ساره      | ئەستێرە       | هەسارە          | ئاسارە           | ستارە            |        |
| وێسام        | ڕاوەستام      | وسام            | هۆسام            | ایستادم          |        |
| چوین         | ڕویشتن        | چین             | چێن              | رفتن             |        |
| دوای         | پاشی/دوای     | دۊای/دمای       | دوماێ/پاشەو      | بعد از           |        |
| مامر         | مریشک         | مامر            | مڕخ              | مرغ              |        |
| چاو          | چاو           | چاو/چەو         | چەم              | چشم              |        |
| لەکوێیت؟     | لەچۆیی؟       | لەکوڕەیی؟       | هاینە کو؟        | کجایی؟           |        |
| مناڵ         | منداڵ         | مناڵ            | ئایل             | بچه              |        |
| ئایسە        | ئەلحان        | ئیسە/ئێرنگە     | ئیسە/ئیسگە       | الان             |        |
| قوس قزح      | پێلکە زێڕینە  | زەڕینە و سیمینە | تویل زەڕین       | رنگین کمان       |        |
| چەم          | چۆم           | چەم             | چەم              | رودخانه          |        |
| بنیام        | مرۆڤ          | ئاێم            | ئاێم             | آدم              |        |
| ئاوی/ که و   | شین           | کەو             | کاو              | آبی              |        |
| سوحا         | سبەینێ        | سوحا            | سۆ/شوەکی         | فردا             |        |

## ادبیات
از شاعران بزرگ کلاسیک‌سرای این گویش می‌توان به نالی، محوی، حاجی قادر کویی، قانع، هژار، هیمن، شریف و جلال ملکشاه اشاره کرد و از خوانندگان بزرگ آن می‌توان سیدعلی‌اصغر کردستانی، حسن زیرک، ماملی، علی مردان، طاهر توفیق، ناصر رزازی، نجمه غلامی و مظهر خالقی را نام برد.
رمان ژانی گه‌ل (درد ملت) نوشته ابراهیم احمد از نخستین رمان‌های قابل توجه در گویش سورانی به‌شمار می‌رود.
قدیمی‌ترین آن فرهنگ یک زبانه کردی سورانی به نام فرهنگ خال (تألیف محمّد خال از اهالی سلیمانیه در ۱۹۶۰) است و آخرین فرهنگ مهم دوزبانه سورانی هژار (۱۹۹۵) است.
این فرهنگ‌ها به‌طور وضوح نگرش تجویزی و ناسیونالیستی دارند نه توصیفی و از این‌رو از ذکر واژه‌های بیگانه یا هر چه رنگ خارجی دارد دوری گزیده‌اند.

## زبان نوشتاری
در میان زبان‌های ایرانی زبان فارسی در مرحله‌ای بسیار قدیم‌تر از دیگر زبان‌های این خانواده به شکل استاندارد و یک‌دست نوشتاری دست یافت. پس از کنارگذاشته‌شدن خط و زبان استاندارد پارسی میانه، استانداردسازی فارسی نو با روندی طبیعی آغاز شد و در حدود سده‌های ۸ و ۹ میلادی یعنی در زمان رودکی و پس از آن شکل نهایی یک‌دست خود را یافت. استانداردسازی دیگر زبان‌های ایرانی سده‌ها بعد و گاه از طرق سیاست‌گذاری دولتی (مانند فارسی تاجیکی و پشتو) انجام گرفت.
استانداردسازی نوشتاری گویش‌های کردی از سدهٔ بیستم آغاز شده و هنوز ادامه دارد. در میان گویش‌های کردی دو شاخهٔ سورانی و کرمانجی نیمه‌استاندارد هستند و استانداردهایی جدا از یک‌دیگر را دنبال کرده‌اند.
در مناطق کردنشین ایران از سده‌های دور تا امروز زبان نوشتاری و اداری همواره فارسی بوده‌است.
زبان ادبی کردستان عراق نیز تا سال ۱۹۲۰ فارسی و زبان اداری حکومتی آن ترکی عثمانی بود. زبان نوشتاری سورانی که با خط فارسی-عربی و با علاماتی اضافه‌شده نوشته می‌شود در سال‌های ۱۹۱۹ و ۱۹۲۰ با بخشنامه‌ای توسط حکومت بریتانیا که بر منطقه مستقر شده‌بود و با قصد ایجاد چنددستگی در کشور عراق و منطقه ایجاد شد.
زبان فارسی در مدارس کردستان عراق تا سال ۱۹۲۱ تدریس می‌شد و پس از آن مقامات بریتانیایی از تدریس فارسی و ترکی جلوگیری کردند.
در روزنامهٔ رسمی امور اداری بریتانیا، شماره اکتبر ۱۹۲۵ در متن نامهٔ رسمی بریتانیا به سازمان ملل مورخهٔ ۲۴ فوریه ۱۹۲۶ دربارهٔ امور اداری منطقهٔ کردنشین تحت ادارهٔ بریتانیا می‌خوانیم:
«در مورد استفادهٔ زبان کردی باید دانست که کردی پیش از جنگ به عنوان زبان ارتباطات نوشتاری، چه در حوزهٔ شخصی و چه حوزهٔ رسمی، استفاده نشده بود. شماری از آثار شعری به کردی موجود بود ولی ایجاد یک زبان نوشتاری به عنوان وسیله ارتباطی، به‌طور کامل با تلاش‌های مقامات بریتانیایی صورت گرفت. پیش از آن زبان‌های فارسی، ترکی و عربی استفاده می‌شد.»
این نامه ادامه می‌دهد که حکومت بریتانیا پس از ایجاد زبان نوشتاری برای کردی سورانی، «نهایت سعی خود را برای مجاز اعلام کردن و استفادهٔ فعالانه از زبان کردی را تشویق و ترغیب نمود.»
با این‌که آثار ادبی تا پیش از اوایل سدهٔ ۱۹ میلادی در گویش سورانی نوشته نشده بود انگلیسی‌ها از میان گورانی، سورانی و بادینانی، گویش سورانی را دست‌مایهٔ خود برای ایجاد یک زبان کردی نوشتاری قرار داده آن را به عنوان زبان رسمی کردهای عراق معرفی کردند. این باعث شد که در آغاز گویشوران بادینی نیمهٔ شمالی کردستان عراق که درک سورانی برایشان دشوار بود کودکان خود را ترجیحاً به مدارس عربی‌زبان بفرستند.
زبان نوشتاری کردی در عراق به مرور دو شکل نیمه‌استاندارد پیدا کرد که تا امروزه ادامه دارد. یکی گونهٔ گویش کردی سورانی (بر پایهٔ لهجه‌های سورانی سلیمانیه و اربیل) و دیگری گونهٔ گویش بادینانی (بر پایهٔ لهجهٔ دهوک). این تفاوت‌ها همچنان پابرجاست و مانع ایجاد یک شکل زبانی یک‌دست و استاندارد برای کردهای عراق شده‌است. بخش بزرگی از استانداردسازی‌های اولیه در نوشته‌های کردی سورانی در خلال سال‌های ۱۹۵۰ تا ۱۹۷۵ انجام شد.
یک همایش سیاسی در عراق در سال ۱۹۵۹ تصمیم گرفت تا سورانی را «زبان استاندارد ادبی برای همهٔ کردها» اعلام کند، ولی بادینی‌زبانان (کرمانجی‌زبانان) شمال عراق و کردهای ترکیه چنین تصمیمی را نپذیرفتند.
در مطبوعات چاپ‌شدهٔ گویش سورانی در ایران گویش مکری (مُکریانی) بوکان و مهاباد معیار نوشتاری است. البته نوشته‌های مکری برخی از ویژگی‌های گویش سلیمانیه را نیز استفاده کرده‌اند.

## وام‌واژه‌ها
وام‌واژه‌ها در سورانی معمولاً دستخوش مقداری دگرگونی آوایی می‌شوند یا با تفاوت‌هایی نوشته می‌شوند. برای نمونه بحث عربی به صورت «باس»، خلق به صورت «خه‌لک» و خلعت به شکل «خه‌لات» تلفظ و نوشته می‌شود.
در مراحل آغازین نوشتن به کردی سورانی، نویسندگان استفاده زیادی از واژه‌های فارسی و عربی می‌کردند و این نشانه‌ای از سطح ادبی بالاتر بود؛ ولی در دوره‌های پس از آن و احساس خطر نسبت به زبان کردی از سوی زبان غالب عربی در عراق، معیارسازان کُرد عراق کوشش فراوانی برای بیرون ریختن واژه‌های عربی از سورانی تا حد ممکن انجام دادند. اما کاربرد پسوندهای فارسی مانند -دار (نمونه بریندار: به صورت لغوی یعنی بریدن‌دار، به معنی زخمی)، نشین (نمونه: شانشین: شاه‌نشین)، سازی (چاکسازی: بهسازی) و -خانه (کتێبخانه: به معنی کتابخانه) هم‌چنان رواج دارد.
در دورهٔ اولیه و نشست‌های آغازین واژه‌گزینی از سوی زبان‌دانان سورانی کوشش می‌شد تا برای بسیاری از واژه‌های عربی برابرهای فارسی آن‌ها استفاده شود. فارسی و کردی هر دو از زبان‌های ایرانی هستند و نزدیکی این دو زبان دلیل این تصمیم زبان‌دانان کرد بود. وام‌واژه‌های فارسی در کردی مانند آسایش، پرورده، پیوند، چاپ، انجام، تندرستی، هنرمند، گزارش (گوزاریشت)، آراسته (ئاڕاسته) و… از آن دوره نشأت می‌گیرند، ولی امروزه بیشینهٔ کردزبانان عراق این واژه‌ها را واژه‌های اصیل کردی می‌پندارند. برای گریز از کاربرد واژه‌های عربی در کنار واژه‌سازی گسترده در سورانی، از واژه‌های اروپایی (مانند پارتی (حزب)، اکتور (هنرپیشه)) و کرمانجی (مانند مرۆڤ (انسان)، گۆڤار (گاهنامه)) نیز استفاده شد.
برخی از واژه‌های سورانی به خاطر نوشتاری نبودن این زبان در قدیم و وام‌گیری از طریق شنیداری از زبان‌های دیگر به صورت‌های تحریف‌شده وارد این زبان شده‌اند. نمونه‌ها: ئه‌نقه‌س (تحریف‌شدهٔ عن قصد و از قصد)، کرماشان (تحریف‌شدهٔ نام کرمانشاه لقب بهرام چهارم ساسانی)، بوردومان (تحریف‌شدهٔ بمباردمان)، کشتوکال (تحریف‌شدهٔ کشت‌وکار)، هه‌ولێر (تحریف‌شدهٔ نام اربیل)، ئالقه (تحریف‌شدهٔ حلقه)، هه‌لبه‌ت (تحریف‌شدهٔ البته)، له‌قه‌م (تحریف‌شدهٔ لقب). یا قه‌ره‌بالغ/قه‌ره‌بالخ (به معنی شلوغ) که از Kalabalık ترکی گرفته شده‌است و آن نیز خود از غلبه عربی (به معنی زیاد) و پسوند -لیک ترکی ساخته شده‌است. از نمونه‌های دیگر می‌توان به وڵات (تحریفی از ولایت)، دمووده‌زگا (تحریفی از دم و دستگاه)، په‌روه‌رده (از پرورده فارسی اما با معنی تحریف‌شده و به معنی پرورش) اشاره کرد.
برخی واژه‌ها در سورانی نیز از زبان سُریانی (زبان آشوریان) وام گرفته شده‌است ازجمله واژه خبات (در کردی خه‌بات) که به معنی کوشش و مبارزه است و از واژه سریانی ܚܦܝܛ (خپط) به همین معنی، گرفته شده‌است. یا شیرۆخ و شلوخه به معنی بند کفش که از ریشه سریانی ܣܪܟ (سرک) به معنی چسبیدن گرفته شده‌است.

## تفاوت‌ها با کُردی کرمانجی
بین کُردی سورانی و کُردی کرمانجی تفاوت های دستور زبانی دیده میشود به خصوص در بحث ضمایر. اما ریشه ی واژگان و کلمات مانند هم اند و صرفا در نوع تلفظ با هم تفاوت دارند نمونه ای از این  کلمات عبارت اند از: چیا به معنی کوه/ولات به معنی سرزمین و کشور/ژیان به معنی زندگی/حه ز ده کم به معنی دوست دارم/بریندار به معنی زخمی/....
البته دامنه ی لغات در کُردی سورانی بیشتر از کُردی کرمانجی است و برای یک واژه کُردی کرمانجی در کُردی سورانی چندین مترادف  و هم معنی دیده میشود، مثلا در کُردی کرمانجی به کشور وڵات میگویند اما در کُردی سورانی علاوه بر وڵات، نیشتمان هم مترادفی محسوب میشود یا در کُردی کرمانجی به کوه چیا می گویند اما در کُردی سورانی علاوه بر چیا به کوه، کێو (با تلفظ کِو)، شاخ و بندن(بەندەن) هم می گویند یا در کُردی کرمانجی بڕیندار ،که به معنی زخمی است،  در کُردی سورانی علاوه بر آن به زخمی زام دار هم می گویند. به همین دلیل شاید اگر یک کُرد کرمانج با یک کُرد سوران صحبت کند کامل کُردی سورانی متوجه نشود اما اگر یک کُرد سوران با یک کُرد کرمانج صحبت کند تقریبا تمام کلمات را متوجه میشود و این امر همان‌طور که در بالا اشاره شد ،ناشی از دامنه ی بالای لغات در کُردی سورانی است.
مونه‌های تفاوت دستوری: ضمایر شخصی فارسی، کُردی سورانی و کُردی کرمانجی؛ در کُردی کرمانجی بر خلاف فارسی و کُردی سورانی تفاوت دستوری میان حالات فاعلی، مفعولی و مذکر و مؤنث وجود دارد (آوانویسی لاتین کُردی سورانی نیز در پرانتز آمده):
| فارسی | سورانی       | کرمانجی                                  |
| ----- | ------------ | ---------------------------------------- |
| من    | من (min)     | فاعلی: ez / مفعولی min                   |
| تو    | تۆ (to)      | فاعلی: tu /مفعولی: te                    |
| او    | ئه‌و (ew)     | فاعلی: ew / مفعولی: wî (مذکر), wê (مؤنث) |
| ما    | ئێمه (ême)   | فاعلی: em / مفعولی: me                   |
| شما   | ئێوه (êwe)   | فاعلی: hûn / مفعولی: we                  |
| آن‌ها  | ئه‌وان (ewan) | فاعلی: ewan / مفعولی: wan                |

در استان کردستان، گویش منطقه‌ای که از جنوب سنندج آغاز می‌شود و تا کرمانشاه ادامه می‌یابد گونه‌ای کُردی گورانی از زیر شاخه‌های زبان کردی است که از نظر واژه‌ها با کُردی سورانی نزدیکی دارد.

## الفبا
- الفبای سورانی (۳۳ حرف دارد):

ی، ێ, ﮪ , وو، و، ﯙ , ن، م، ل، ڵ, گ، ک، ق، ڤ, ف، غ، ع، ش، س، ژ، ز، ڕ, ر، د، خ، ح، چ، ج، ت، پ، ب، ئ، ا
- الفابی کرمانجی (۳۱ حرف دارد):

A, B, C, Ç, D, E, Ê, F, G, H, I, Î, J, K, L, M, N, O, P, Q, R, S, Ş, T, U, Û, V, W, X, Y, Z
در شوروی پیشین و امروزه در ارمنستان، کرمانجی‌زبانان از الفبایی بر پایهٔ سیریلیک استفاده می‌کنند (۳۲ حرف دارد):
А, Б, В, Г, Г', Д, Е, Ә, Ә́, Ж, З, И, Й, К, К', Л, М, Н, О, Ö, П, П', Р, Р', С, Т, Т', У, Ф, Х, Һ, Һ', Ч, Ч', Ш, Щ, Ь, Э, Q, W
حروف ڵ, ڶ، ڕ, ڒ, ڔ، ۊ و غ سورانی برابری در الفبای کرمانجی ندارد.